# اجلاس ۲۰۲۴ سازمان همکاری شانگهای
اجلاس ۲۰۲۴ سازمان همکاری شانگهای بیست و چهارمین اجلاس سالانه سران کشورهای عضو سازمان همکاری شانگهای بود که در ۳ و ۴ ژوئیه ۲۰۲۴ در آستانه، قزاقستان برگزار شد.

## شرکت کنندگان

### کشورهای عضو
- بلاروس – رئیس‌جمهور بلاروس، الکساندر لوکاشنکو
- چین – رئیس‌جمهور چین، شی جین پینگ
- هند – وزیر امور خارجه هند، سوبرامانیام جایشانکار
- ایران – سرپرست ریاست جمهوری ایران، محمد مخبر
- قزاقستان – رئیس‌جمهور قزاقستان، قاسم جومارت توقایف
- قرقیزستان – رئیس‌جمهور قرقیزستان، صدر جباروف
- پاکستان – نخست‌وزیر پاکستان، شهباز شریف
- روسیه – رئیس‌جمهور روسیه، ولادیمیر پوتین
- تاجیکستان – رئیس‌جمهور تاجیکستان، امامعلی رحمان
- ازبکستان – رئیس‌جمهور ازبکستان، شوکت میرضیایف

### کشورهای ناظر
- مغولستان – رئیس‌جمهور مغولستان، اوخناگین خورلسوخ

### میهمانان
- جمهوری آذربایجان – رئیس‌جمهور آذربایجان، الهام علی اف[۲]
- قطر – امیر قطر، تمیم بن حمد آل ثانی
- ترکیه – رئیس‌جمهور ترکیه، رجب طیب اردوغان[۳]
- ترکمنستان – رئیس شورای خلق ترکمنستان، قربانقلی بردی‌محمداف[۴]
- امارات متحده عربی – حاکم رأس‌الخیمه، سعود بن صقر القاسمی[۲]

### سازمان‌های بین‌المللی
- سازمان ملل متحد - دبیرکل سازمان ملل متحد، آنتونیو گوترش[۵]